# バートラム・ホテルにて
『バートラム・ホテルにて』（原題：At Bertram's Hotel）は1965年に刊行されたアガサ・クリスティの推理小説。ミス・マープルを主人公とする。
ロンドンのバートラム・ホテルに滞在中のミス・マープルが、そこに滞在する個性的な人々やホテルの従業員たちを観察し、そこで起きる事件の解決に寄与する。
出版当時の批評では、結末があまりにも突飛であるという批判もあった。

## あらすじ
ミス・マープルは甥のレイモンドの好意で、ロンドンのバートラム・ホテルで2週間の休暇をとっている。若い頃、彼女はこのホテルに滞在したことがある。戦後、このホテルは改装され、エドワード王朝時代の独特の雰囲気と、現代の便利な設備、最高のスタッフが揃っている。マープルはラウンジで友人セリーナ・ヘイジーに遭遇する。マープルは有名な冒険家ベス・セジウィックと、彼女の娘で若く美しいエルヴィラ・ブレイクとその後見人ラスカム大佐に会う。また、物忘れの激しい聖職者ペニファザーにも出会う。レーシングドライバーのラジスロース・マリノスキーがデスクに立ち寄るのを見かけ、その後、何度か彼の車に気付き、エルヴィラと一緒にいるところも目撃する。
エルヴィラは21歳になると、父親から資産を相続することになっている。母親は生きているが、自分の意思でエルヴィラとは疎遠になっている。エルヴィラは自分の遺産の大きさと、自分が死んだら誰がそれを手に入れるのかを知ろうとし、弁護士であるリチャード・エジャトンは、彼女に巨額の富が待っていることを教える。彼女は友人のブリジットと計画を立て、アイルランドへ行く。
エルヴィラがアイルランドへ旅立った同じ日、ペニファザーはルツェルンでの会議に出席することになっていた。彼は物忘れから、予定した日の翌日に空港に行ってしまい、そこで間違いに気づく。真夜中にバートラムに戻った彼は、部屋で侵入者に襲われる。4日後、彼はロンドンから遠く離れた家で目を覚ますが、そこは最近起こったアイリッシュ・メールの夜行列車強盗の現場付近であり、彼は見知らぬ家族のもとで療養していた。脳震盪のため、事件の記憶はない。列車強盗の目撃者たちが、列車内で彼を見たと報告している。キャンベル警部とデイビー主任警部が事件を担当し、過去の未解決事件との関連性を調べる。
巡査部長がホテルの全員に質問をした後、デイビーはさらに質問をするためにやってくる。ホテルにはエドワード王朝時代の雰囲気だけでなく、非現実的な雰囲気があるということに、彼とマープルの意見が一致する。彼女はペニファザーがルツェルンに行ったと思った日の夜中に彼に会ったことを話す。そして、ホテルの前の公道でベス・セジウィックがドアマンのマイケル・ゴーマンと、お互いの過去について大声で話していたことも。二人はかつてアイルランドで結婚したが、彼女の家族が別れさせたのだった。彼女は、その結婚式は法的な結婚ではないと思っていたが、それは本物であり、彼女のその後の4回の結婚は法的に重婚になってしまっていた。
マープルがホテルで過ごす最後の日、デイビーと話をしていると、2発の銃声と悲鳴が屋外から聞こえてくる。エルヴィラがゴーマンの死体の横にいるのを発見される。エルヴィラは、彼が銃声から彼女をかばった時に射殺されたと言う。銃はマリノフスキーのものだった。
デイビーは、マープルとペニファザーをロンドンに呼び戻す。彼女は自分の部屋の扉から廊下のペニファザーを見たときのことを再現する。彼女はペニファザーの外見をした別人を見たことに気づき、ドイツ語のドッペルゲンガーという言葉を思い起こす。ペニファザーは、意識を失う直前、自分のホテルの部屋で椅子に腰掛けている自分を見たことを思い出す。犯人は、ルツェルンに飛んだはずのペニファザーが戻ってきたことに驚いて彼を襲ったのだった。
デイビーとマープルは、ベス・セジウィックが一連の大胆な強盗の首謀者であり、ホテルの支配人ヘンリー、そして高速車が必要なときにラディスラウス・マリノフスキーが使われていたのだと見抜く。ホテルの従業員もこれに協力し、支配人が金銭面を管理していたのだ。ベスはこれらの件と、ゴーマン殺害を自白する。そのあとベスは車を盗んで逃げ、スピードを出しすぎて事故を起こし死亡する。
エルヴィラは、マープルがベスとゴーマンの会話を聞いた際に居合わせていた。彼女は、セジウィックとコニストン卿の結婚が無効になり、自分が相続人ではなく、非嫡出子であると認定されるだろうと考える。彼女はラディスラウスが自分と結婚してくれるために裕福になりたかった。
マープルはベスの自白を信用せず、エルヴィラがゴーマンを殺したのだろうと推理し、デイビーもそれに同意する。

## 登場人物
- ジェーン・マープル: 探偵好きな独身の老婦人。ロンドン旅行でホテルに滞在中。
- エルヴィラ・ブレイク: ホテルに滞在中の若い娘。イタリアでの留学を終えてイギリスに帰国した。
- デリク・ラスコム: エルヴェイラの後見人でホテルに滞在中。
- ブリジット: エルヴィラの友人
- セリーナ・ヘイジー：ホテルの宿泊客で、ミス・マープルの友人。
- ペニファザー: 古代言語と死海文書に精通する学者肌の聖職者。ものごとをすぐに忘れてしまう。
- ベス・セジウィック: 冒険家の女性。エルヴィラの母親だが、幼い頃に分かれたきりになっていた。
- ラジスロース・マリノスキー: レーシングドライバー
- ハンフリーズ: ホテルの支配人
- ミス・ゴーリンジ: ホテルの受付
- マイケル・ゴーマン: ホテルのドアマン
- ヘンリー: ホテルのラウンジを取り仕切っている。ホテルの生き字引のような存在。
- ローズ・シェルドン: ホテルの客室係
- リチャード・エジャトン: エルヴィラの遺産を管理する3人の管財人のうちの1人である弁護士
- フレッド・デイビー: ロンドン警視庁の主任警部

## 日本語訳
本作品は早川書房の日本語翻訳権独占作品である。
| 題名                   | 出版社   | 文庫名                 | 訳者     | 巻末            | カバーデザイン  | 初版年月日    | ページ数 | ISBN           | 備考 |
| ---------------------- | -------- | ---------------------- | -------- | --------------- | --------------- | ------------- | -------- | -------------- | ---- |
| バートラム・ホテルにて | 早川書房 | ハヤカワ・ミステリ文庫 | 乾信一郎 |                 |                 | 1976年11月1日 |          | 978-4150700140 |      |
| バートラム・ホテルにて | 早川書房 | クリスティー文庫       | 乾信一郎 | 解説 佳多山大地 | Hayakawa Design | 2004年7月15日 | 414      | 978-4151300448 |      |

## 映像化
ミス・マープル『バートラム・ホテルにて』
シーズン2 エピソード3（通算第7話）  イギリス1987年放送
内容はほぼ原作に沿っている。
- ミス・マープル: ジョーン・ヒクソン
- ベス・セジウィック: キャロライン・ブラキストン
- エルヴィラ・ブレイク: ヘレナ・ミッシェル
- セリーナ・ヘイジー: ジョアン・グリーンウッド
- ペニーファーザー: プレストン・ロックウッド

アガサ・クリスティー ミス・マープル『バートラム・ホテルにて』
シーズン3 エピソード1（通算第9話）  イギリス2007年放送
登場人物の設定が変更され、直接関係の無い犯罪など筋書きが複雑化されている。
- ミス・マープル: ジェラルディン・マクイーワン
- ジェーン・クーパー: マルティン・マカッチョン - ホテルのメイド
- ラリー・バード: スティーヴン・マンガン - ロンドン警視庁の警部
- ベス・セジウィック: ポリー・ウォーカー
- エルヴァイラ・ブレイク: エミリー・ビーチャム
- セリナ・ヘイジー: フランチェスカ・アニス